# الکساندرا، جیمینا استانین
الکساندرا، جیمینا استانین (به لاتین: Aleksandrów, Gmina Stanin) یک منطقهٔ مسکونی در لهستان است که در Gmina Stanin واقع شده‌است.